# 55810 Fabiofazio
55810 Fabiofazio este un asteroid din centura principală, descoperit pe 4 octombrie 1994, de Piero Sicoli și Pierangelo Ghezzi.